# او-۱۳۴ (کریگس‌مارینه)
|}
او-۱۳۴ (به آلمانی: U-134) یک او-بوت اقیانوس‌پیمای کریگس‌مارینه از نوع ۷سی بود.